# Foreshadowing

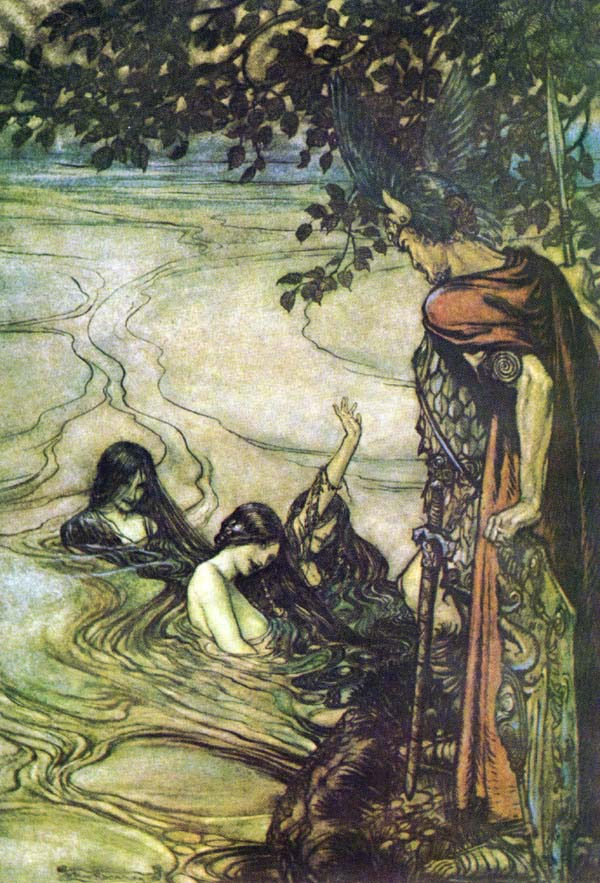
Dans cette illustration d'Arthur Rackham, les filles du Rhin mettent en garde Siegfried d'une malédiction, annonçant les désastres du Crépuscule des dieux.

Un foreshadowing (anglicisme, pouvant être traduit par « préfiguration », « présage ») est un procédé narratif par lequel un auteur suggère ce qui est à venir dans son récit, à travers des signes avant-coureurs se manifestant par la mention de points d'intrigue a priori anodins entre le début et le milieu de l'histoire, mais qui en réalité annoncent et préparent de manière sous-jacente le déroulement futur de celle-ci. Ces signes réapparaissent de façon plus significative lors d'un événement ultérieur, dévoilant ainsi leur véritable sens aux yeux du public,.
Cette technique consiste donc à donner au public, de façon plus ou moins explicite, les moyens de pressentir à l'avance ce qui va se produire plus tard, pour ajouter une tension dramatique, créer du suspense ou transmettre des informations. Elle peut prendre les allures d'une devinette où l'auteur défie son public de deviner la suite grâce à des indices plus ou moins flagrants disséminés dans son récit ; lorsque ceux-ci sont donnés dans le but de tromper le public, il s'agit d'un « hareng rouge ». Le foreshadowing peut rendre des événements extraordinaires, même fantastiques, plus crédibles ; si le récit préfigure des événements, le public se sent prêt quand ils se produisent. Il est parfois employé à travers des personnages prédisant explicitement l'avenir.
Un foreshadowing peut être considéré comme similaire au flashforward (également connu sous le nom de prolepse). Cependant, un foreshadowing ne laisse qu'entrevoir ce qui va se passer dans le déroulement d'un récit, alors qu'un flashforward fait avancer directement le récit dans le temps en introduisant une action qui se déroule chronologiquement après l'action en cours.